# Élection présidentielle française de 1953
L'élection présidentielle française de 1953 est la seconde élection présidentielle de la Quatrième République. Elle voit l'élection de René Coty après 13 tours de scrutin. Il succède à Vincent Auriol, élu en 1947. Première élection française à être retransmise à la télévision, la diffusion du processus électoral s'avère interminable et est interrompue par ordre du gouvernement avant la fin du scrutin, mettant alors en image les dysfonctionnements de la Quatrième République.

## Contexte
L'élection présidentielle se déroule dans un climat politique instable. Les crises gouvernementales se succèdent et les prises de position sur la guerre d'Indochine ou la Communauté européenne de défense (CED) peuvent être des arguments rédhibitoires en défaveur de certains candidats, notamment aux yeux des parlementaires de gauche.

## Modalités
En vertu de la Constitution de la Quatrième République, le président est élu par le Parlement, c'est-à-dire le Conseil de la République et l'Assemblée nationale réunis en Congrès.

## Déroulement
L'élection se déroule en décembre 1953 : 
- 17 décembre : 1er et 2e tours ;
- 18 décembre : 3e et 4e tours ;
- 19 décembre : 5e et 6e tours ;
- 20 décembre : 7e et 8e tours ;
- 21 décembre : 9e et 10e tours ;
- 23 décembre : 11e, 12e et 13e tours.

## Résultats
Réunissant les suffrages de gauche, notamment ceux du Parti communiste français après un premier tour de scrutin marqué par le retrait du communiste Marcel Cachin, le socialiste Marcel-Edmond Naegelen va être le seul candidat à se maintenir pendant les 13 tours de scrutin, bloquant sur son nom la majorité des voix de gauche qui désapprouvaient la CED. Après l'échec de Georges Bidault pour le MRP, la droite se rassemble alors sur l'indépendant Joseph Laniel. Dès lors, une triangulaire s'installe entre Naegelen pour la gauche, Yvon Delbos puis Jean Médecin pour le centre radical et Laniel pour la droite.
Au 8e tour du scrutin, ce dernier rate l'élection de 22 voix, mais une manœuvre du président du Congrès, le socialiste André Le Troquer, lui retire des suffrages : des bulletins ne mentionnant pas son prénom pouvaient être attribués à son frère, le sénateur René Laniel. Pour autant, il n'est pas élu non plus aux deux tours suivants.
Après le retrait de Joseph Laniel, son bras droit Jacquinot tente lui aussi, sans succès sa chance. Finalement, les suffrages se portent sur René Coty, de droite mais n'ayant pas voté pour la CED (car absent pour raisons de santé). Ce dernier a d'ailleurs déclaré : « Je ne me fais aucune illusion : si je suis président de la République, c'est parce que j'ai été opéré de la prostate. Cette opération m'a dispensé  de prendre parti pour ou contre la CED ».

### Premier tour
|          |                                 |                 |       |       |
| Candidat | Candidat                        | Parti politique | Votes | %     |
|          | Marcel-Edmond Naegelen          | SFIO            | 160   | 17,24 |
|          | Joseph Laniel                   | CNIP            | 155   | 16,70 |
|          | Georges Bidault                 | MRP             | 131   | 14,12 |
|          | Yvon Delbos                     | RAD             | 129   | 13,90 |
|          | Paul-Jacques Kalb               | RPF             | 114   | 12,28 |
|          | Marcel Cachin                   | PCF             | 113   | 12,18 |
|          | Jacques Fourcade (non candidat) | CNIP            | 62    | 6,68  |
|          | Jean Médecin                    | RI              | 54    | 5,52  |
|          | Autres                          | Autres          | 10    | 1,08  |
| Total    | Total                           | Total           | 928   | 99,7  |

### Deuxième tour
|          |                        |                 |       |       |
| Candidat | Candidat               | Parti politique | Votes | %     |
|          | Marcel-Edmond Naegelen | SFIO            | 299   | 32,57 |
|          | Joseph Laniel          | CNIP            | 276   | 30,07 |
|          | Yvon Delbos            | RAD             | 180   | 19,60 |
|          | Georges Bidault        | MRP             | 143   | 15,58 |
|          | Autres                 | Autres          | 20    | 2,18  |
| Total    | Total                  | Total           | 918   | 100   |

### Troisième tour
|          |                        |                 |       |       |
| Candidat | Candidat               | Parti politique | Votes | %     |
|          | Joseph Laniel          | CNIP            | 358   | 38,83 |
|          | Marcel-Edmond Naegelen | SFIO            | 313   | 33,95 |
|          | Yvon Delbos            | RAD             | 225   | 24,40 |
|          | Autres                 | Autres          | 26    | 2,82  |
| Total    | Total                  | Total           | 922   | 100   |

### Quatrième tour
|          |                            |                 |       |       |
| Candidat | Candidat                   | Parti politique | Votes | %     |
|          | Joseph Laniel              | CNIP            | 408   | 44,44 |
|          | Marcel-Edmond Naegelen     | SFIO            | 344   | 37,47 |
|          | Jean Médecin               | RI              | 45    | 4,90  |
|          | Yvon Delbos                | RAD             | 42    | 4,58  |
|          | André Cornu (non candidat) | RAD             | 35    | 3,81  |
|          | Autres                     | Autres          | 44    | 4,79  |
| Total    | Total                      | Total           | 918   | 100   |

### Cinquième tour
|          |                        |                 |       |       |
| Candidat | Candidat               | Parti politique | Votes | %     |
|          | Joseph Laniel          | CNIP            | 374   | 40,61 |
|          | Marcel-Edmond Naegelen | SFIO            | 312   | 33,88 |
|          | Jean Médecin           | RI              | 197   | 22,31 |
|          | Autres                 | Autres          | 38    | 4,13  |
| Total    | Total                  | Total           | 921   | 100   |

### Sixième tour
|          |                        |                 |       |       |
| Candidat | Candidat               | Parti politique | Votes | %     |
|          | Joseph Laniel          | CNIP            | 397   | 43,87 |
|          | Marcel-Edmond Naegelen | SFIO            | 306   | 33,81 |
|          | Jean Médecin           | RI              | 171   | 18,90 |
|          | Autres                 | Autres          | 31    | 3,43  |
| Total    | Total                  | Total           | 905   | 100   |

### Septième tour
|          |                        |                 |       |       |
| Candidat | Candidat               | Parti politique | Votes | %     |
|          | Joseph Laniel          | CNIP            | 407   | 44,47 |
|          | Marcel-Edmond Naegelen | SFIO            | 303   | 33,33 |
|          | Jean Médecin           | RI              | 156   | 17,16 |
|          | Autres                 | Autres          | 43    | 4,73  |
| Total    | Total                  | Total           | 909   | 100   |

### Huitième tour
|          |                                |                 |       |       |
| Candidat | Candidat                       | Parti politique | Votes | %     |
|          | Joseph Laniel                  | CNIP            | 430   | 47,30 |
|          | Marcel-Edmond Naegelen         | SFIO            | 381   | 41,91 |
|          | Antoine Pinay (non candidat)   | CNIP            | 25    | 2,75  |
|          | Louis Jacquinot (non candidat) | CNIP            | 14    | 1,54  |
|          | Autres                         | Autres          | 53    | 5,83  |
| Total    | Total                          | Total           | 903   | 100   |

### Neuvième tour
|          |                              |                 |       |       |
| Candidat | Candidat                     | Parti politique | Votes | %     |
|          | Joseph Laniel                | CNIP            | 413   | 45,43 |
|          | Marcel-Edmond Naegelen       | SFIO            | 365   | 40,15 |
|          | Pierre Montel (non candidat) | CNIP            | 103   | 11,33 |
|          | Autres                       | Autres          | 28    | 3,08  |
| Total    | Total                        | Total           | 909   | 100   |

### Dixième tour
|          |                              |                 |       |       |
| Candidat | Candidat                     | Parti politique | Votes | %     |
|          | Joseph Laniel                | CNIP            | 392   | 45,21 |
|          | Marcel-Edmond Naegelen       | SFIO            | 358   | 41,29 |
|          | Pierre Montel (non candidat) | CNIP            | 84    | 9,69  |
|          | Autres                       | Autres          | 33    | 3,81  |
| Total    | Total                        | Total           | 867   | 100   |

### Onzième tour
|          |                          |                 |       |       |
| Candidat | Candidat                 | Parti politique | Votes | %     |
|          | Marcel-Edmond Naegelen   | SFIO            | 372   | 42,27 |
|          | Louis Jacquinot          | CNIP            | 338   | 38,41 |
|          | René Coty (non candidat) | CNIP            | 71    | 8,0   |
|          | Autres                   | Autres          | 99    | 11,25 |
| Total    | Total                    | Total           | 880   | 100   |

### Douzième tour
|          |                                |                 |       |       |
| Candidat | Candidat                       | Parti politique | Votes | %     |
|          | René Coty                      | CNIP            | 431   | 48,87 |
|          | Marcel-Edmond Naegelen         | SFIO            | 333   | 37,76 |
|          | Louis Jacquinot (non candidat) | CNIP            | 26    | 2,95  |
|          | Autres                         | Autres          | 92    | 10,43 |
| Total    | Total                          | Total           | 882   | 100   |

### Treizième tour
|          |                                |                 |       |       |
| Candidat | Candidat                       | Parti politique | Votes | %     |
|          | René Coty                      | CNIP            | 477   | 54,76 |
|          | Marcel-Edmond Naegelen         | SFIO            | 329   | 37,77 |
|          | Louis Jacquinot (non candidat) | CNIP            | 21    | 2,41  |
|          | Autres                         | Autres          | 44    | 5,05  |
| Total    | Total                          | Total           | 871   | 100   |